# Israël op de Olympische Zomerspelen 1956
Israël nam deel aan de Olympische Zomerspelen 1956 in Melbourne, Australië. Bij deze tweede deelname werd geen enkele medaille gewonnen.

## Deelnemers en resultaten
(m) = mannen, (v) = vrouwen 

### Atletiek
| Olympiër      | Onderdeel       | Resultaat | Prestatie                     |
| ------------- | --------------- | --------- | ----------------------------- |
| David Kushnir | verspringen (m) | 26e       | kwalificatie: 26ste met 6,89m |

### Schoonspringen
| Olympiër    | Onderdeel    | Resultaat | Prestatie                   |
| ----------- | ------------ | --------- | --------------------------- |
| Yoav Raanan | 3m plank (m) | 22e       | voorronde: 22ste met 65,14m |

### Zwemmen
| Olympiër        | Onderdeel           | Resultaat | Prestatie              |
| --------------- | ------------------- | --------- | ---------------------- |
| Shoshana Ribner | 100m vrije slag (v) | 30e       | serie 5: 7de in 1.10,3 |

Afghanistan · Argentinië · Australië · Bahama's · België · Bermuda · Birma · Brazilië · Brits-Guiana · Bulgarije · Cambodja* · Canada · Ceylon · Chili · Colombia · Cuba · Denemarken · Duits eenheidsteam · Egypte* · Ethiopië · Fiji · Filipijnen · Finland · Frankrijk · Griekenland · Groot-Brittannië · Hongarije · Hongkong · Ierland · IJsland · India · Indonesië · Iran · Israël · Italië · Jamaica · Japan · Joegoslavië · Kenia · Liberia · Luxemburg · Malakka · Mexico · Nederland* · Nieuw-Zeeland · Nigeria · Noord-Borneo · Noorwegen · Oeganda · Oostenrijk · Pakistan · Peru · Polen · Portugal · Puerto Rico · Roemenië · Singapore · Sovjet-Unie · Spanje* · Taiwan · Thailand · Trinidad en Tobago · Tsjecho-Slowakije · Turkije · Uruguay · Venezuela · Verenigde Staten · Vietnam · Zuid-Afrika · Zuid-Korea · Zweden · Zwitserland*

*alleen deelgenomen in Stockholm